# Aryjski Front Pracy
Aryjski Front Pracy (czes. Árijská pracovní fronta, APF) – czeska kolaboracyjna organizacja działająca w Protektoracie Czech i Moraw w czasie II wojny światowej.
APF został utworzony w listopadzie 1939 r. w Hradec Kralowe z inicjatywy prawnika z Sezemic Bedřicha Opletala. Natychmiast nawiązano kontakty z Gestapo i SD oraz NSDAP. APF odżegnywał się od działalności oficjalnej organizacji kolaboracyjnej Narodowe Zjednoczenie. Rozwinął aktywną działalność przeciw Żydom, których denuncjowano. Krytykował działalność emigracyjnych władz czechosłowackich na czele z Edvardem Benešem i przedwojenne rządy Tomáša Masaryka oraz czeską inteligencję i duchowieństwo katolickie za prożydowską postawę. Prowadził ponadto propagandę wspierającą sukcesy niemieckiej armii. Głosił kult św. Wacława, którego uważano za pierwszego czeskiego sojusznika Cesarstwa Niemieckiego. Historię Czech przedstawiał w progermańskim duchu. Ruch husycki nazywał prokomunistycznym, w którym przeważały wpływy żydowskie. Działalność husytów miała prowadzić jedynie do anarchii i upadku narodu czeskiego. Podobnie krytykował rządy kolejnych władców Czech, walczących z Niemcami. Wzorem aryjskości był natomiast Ferdynand II. Dewizą APF było hasło: "Jeden vůdce, jedna říše, jeden cíl" ("Jeden wódz, jedno imperium, jeden cel"). Rozwijano kult Adolfa Hitlera jako jedynego wodza. Głoszono hasła stworzenia nowego czeskiego człowieka upodobnionego do niemieckiej rasy. Po ataku wojsk niemieckich na ZSRR 22 czerwca 1941 r., APF zaproponował wysłanie czeskich ochotników na front wschodni. Jej przywódca Bedřich Opletal zaapelował do Czechów, aby współpracowali z niemieckim narodem i niemiecką Rzeszą. Po zakończeniu wojny wielu członków APF zostało aresztowanych i skazanych, m.in. Opletala skazano na karę śmierci, wykonaną 26 marca 1946 roku.